# Mystery 101 (serie televisiva)
Mystery 101 è una serie televisiva statunitense e canadese, creata da Robin Bernheim e Lee Goldberg e interpretata da Jill Wagner nei panni di Amy Winslow.

## Personaggi e interpreti
- Jill Wagner: Amy Winslow, professoressa di letteratura di mistero/narrativa.
- Kristoffer Polaha: Travis Burke, detective della polizia appena trasferito.
- Robin Thomas: Graham Winslow, famoso scrittore e padre di Amy.
- Preston Vanderslice: Bud, talentuoso assistente di Amy.
- Derek Green: Tate, capo della polizia e capo di Travis.
- Sarah Dugdale: Claire Tate, figlia del capo Tate e detective alle prime armi ed ex-allieva della professoressa Winslow.

## Episodi
| Stagione       | Episodi | Prima TV USA | Prima TV Italia |
| -------------- | ------- | ------------ | --------------- |
| Prima stagione | 7       | 2019         | 2020            |

## Produzione
Gli episodi sono girati in Canada.